# Camargo (Espanha)
Camargo (em dialeto cântabro: Camargu) é um município da Espanha na comarca de Santander, província e comunidade autónoma da Cantábria. Tem 36,6 km² de área e em 2021 tinha 30 497 habitantes (densidade: 833,3 hab./km²).

## Demografia
| Variação demográfica do município entre 1991 e 2004 [carece de fontes?] | Variação demográfica do município entre 1991 e 2004 [carece de fontes?] | Variação demográfica do município entre 1991 e 2004 [carece de fontes?] | Variação demográfica do município entre 1991 e 2004 [carece de fontes?] | Variação demográfica do município entre 1991 e 2004 [carece de fontes?] |
| ----------------------------------------------------------------------- | ----------------------------------------------------------------------- | ----------------------------------------------------------------------- | ----------------------------------------------------------------------- | ----------------------------------------------------------------------- |
| 1991                                                                    | 1996                                                                    | 2001                                                                    | 2004                                                                    | 2014                                                                    |
| 20451                                                                   | 22311                                                                   | 24498                                                                   | 26955                                                                   | 31007                                                                   |